# Pohlia inflexa
Pohlia inflexa là một loài Rêu trong họ Bryaceae. Loài này được (Müll. Hal.) Wijk & Margad. miêu tả khoa học đầu tiên năm 1965.